# ایرنا بورتسکا
ایرنا بورتسکا (چکی: Irena Borecká؛ زادهٔ ۵ نوامبر ۱۹۸۰) بازیکن بسکتبال اهل جمهوری چک بود. وی در بازی‌های المپیک تابستانی ۲۰۰۴ شرکت کرده‌است.